# La legió invencible
La legió invencible (títol original en anglès: She Wore a Yellow Ribbon) és una pel·lícula de western nord-americà de 1949, dirigida per John Ford, amb John Wayne com a protagonista. Ha estat doblada al català.

## Argument[2]
1876: després de la derrota de Custer a Little Big Horn, la tensió s'intensifica a les fronteres de l'Oest on les tribus índies es comencen a reagrupar per marxar a la guerra. En un fort aïllat, el capità Nathan Brittles (John Wayne), en vigílies de jubilar-se, ha de plantar cara a aquest aixecament. Amic d'un vell cap, farà tot per evitar l'abocament de la sang i va fer un raid audaç però totalment inofensiu. Mentrestant, assistim al desenvolupament de la vida quotidiana al Fort, dos joves tinents que es disputen els favors de la neboda del comandant (Joanne Dru); aquesta arbora una cinta groga (el yellow ribbon del títol en anglès), símbol en la tradició de la cavalleria americana que el seu cor ja té amo.

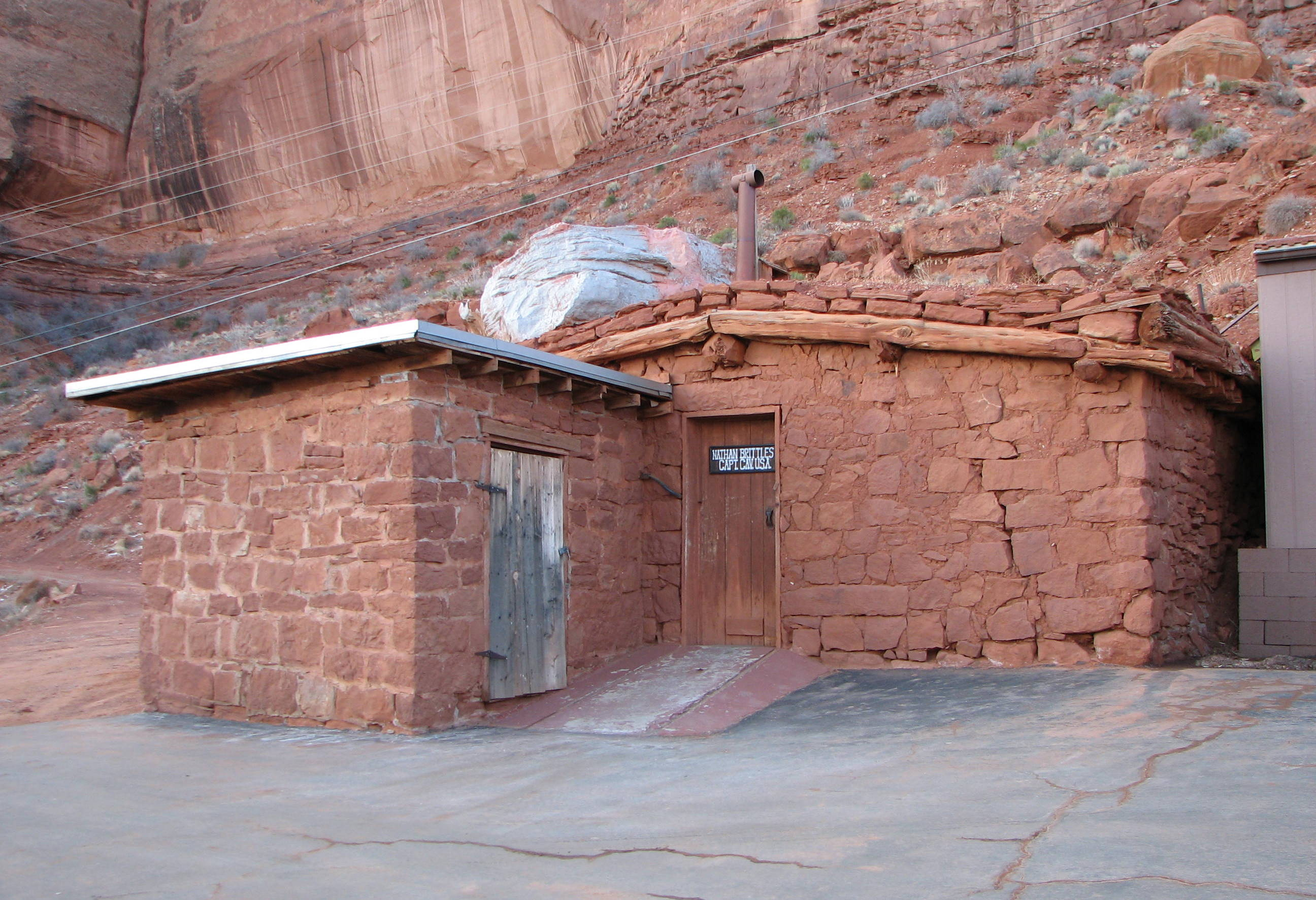
Cabana de Nathan Brittles a la pel·lícula

## Repartiment
- John Wayne: Capità Nathan Cutting Brittles
- Victor McLaglen: Sergent Quincannon
- Ben Johnson: Sergent Tyree
- Joanne Dru: Olivia Dandridge
- Harry Carey Jr.: Tinent Ross Pennell
- John Agar: Tinent Flint Cohill
- Mildred Natwick: Abby Allshard
- George O'Brien: Major Mac Allshard
- Arthur Shields: Doctor O'Laughlin
- Michael Dugan: Sergent Hochbaue
- Noble Johnson: Cap Red Shirt (Camisa Vermella)

## Premis
- Oscar a la millor fotografia